# ديفيد أندرسون (سياسي أسترالي)
ديفيد أندرسون (بالإنجليزية: David Anderson)‏ هو سياسي أسترالي، ولد في 2 فبراير 1865 في غلاسكو في المملكة المتحدة، وتوفي في 11 فبراير 1936 في أستراليا. حزبياً، نشط في Nationalist Party (Australia) ‏. وقد انتخب عضو الجمعية التشريعية نيو ساوث ويلز عن دائرة Electoral district of Ryde ‏ (20 مارس 1920 – 7 سبتمبر 1927).